# 남원 진씨
남원 진씨(南原 晉氏)는 전북특별자치도 남원시를 본관으로 하는 한국의 성씨이다. 
시조 진함조(晉含祚)는 고려 현종(顯宗) 때 상서좌복야(尙書左僕射)를 역임했다.

## 역사
시조(始祖) 진함조(晋含祚)는 1023년(현종 14) 상서좌복야(尙書左僕射)를 역임하고, 내사시랑평장사(內史侍郞平章事)에 이르렀다.
진석(晉錫)이 고려 고종(高宗) 때 거란의 침입이 있었을 때 크게 전공을 세워 남원군(南原君)에 봉해졌다고 한다.
고려 충렬왕 때 예부상서를 역임한 진효경(晋孝經)을 1세 중시조로 한다.

## 기원
1699년 편찬된 《용성지(龍城誌)》와 《남원진씨족보(南原秦氏族譜)》 기록에 진씨의 기원에 대해 다음과 같은 이야기가 전한다.
서기 9세기 말엽 이른 봄 따스한 어느 날, 교룡산의 정기가 한데 뭉친 전북특별자치도 남원시 대산면의 옥정(玉井)이라는 샘에서 상서로운 기운이 서리고 오색찬란한 무지갯빛이 일었다. 그때 마침 한 옥녀(玉女)가 옥정 샘가에 이르러서 보니 한 옥동자(玉童子)가 목편(木片)을 타고 샘 가운데서 노닐고 있었다. 그녀가 가까이 가자 옥동자는 별안간 숨어 버렸다. 신기하게 여긴 옥녀는 샘가에 숨어서 몰래 동정을 살피다가 동자가 다시 물 위에 나타나자 재빠른 동작으로 동자를 맞아서 자세히 보니 옥인(玉人)이었다. 얼굴은 백옥같이 희고 눈은 영롱하게 빛나며 이마는 번듯하고 콧날은 준수하며 입은 한일자로 다물고 손은 산뜻하게 희며 나이는 열대여섯 살가량 되어 보이고 키가 훤칠하여 대장부다웠다. 이리하여 인연이 된 옥동과 옥녀는 함께 돌아와서 부부가 되어 자리를 잡고 살았다. 이 옥동랑이 진성(晉姓) 비조이고, 옥정은 진씨의 발상지가 되었으며, 샘 이름은 ‘옥정’이라고 부르게 되었다. 옥동과 옥녀가 얼마 후에 아들을 낳으니 그 아들이 남원 진씨의 시조 진함조다. 그는 10여세 때부터 역사와 고경(古經)에 통달했으며, 역학(易學)과 술수(術數)에도 정통했다. 고려 현종이 사부로 예우하고 호부상서에 등용한 뒤 좌복야 겸 도정상서 좌복야를 역임했다.

## 분파
고려 말기 8세손에서 4파로 분파되었다.
- 판서공파(判書公派) : 진안(晉安) - 병조판서(兵曹判書)
- 첨정공파(僉正公派) : 진숙(晉淑) - 안의현감(安義縣監)
- 감무공파(監務公派) : 진여란(晉如蘭) - 진원감무(珍原監務)
- 학사공파(學士公派) : 진우란(晉于蘭) - 한림원 학사(翰林院學士)

## 인물
- 진긍(晋兢) : 향공진사(鄕貢進士)로서 958년(고려 광종 9년) 쌍기(雙冀)의 건의에 따라 최초로 실시된 과거시험에서 최섬(崔暹)과 함께 진사(進士) 갑과(甲科)로 급제하여 광문원소감(光文院少監)을 역임했다.
- 진광인(晋光仁, 1128년 ~ 1186년) : 조부는 진중선(晉仲善). 고려 의종 때에 삼척현위(三陟縣尉)로 파견되어 치적이 있었으며, 무신정권이 수립된 이후인 1171년(명종 1) 사경원판관(寫經院判官)에 이어 대영승(大盈丞), 대관령(大官令), 전중시어사(殿中侍御史), 이부원외랑(吏部員外郎), 고공낭중(考功郎中), 어사잡단(御史雜端) 등을 거쳐 1185년 병부시랑(兵部侍郞)에 이르렀다. 사위는 추밀원부사 채정(蔡靖).
- 진벽(晋壁) : 조선 선조(宣祖) 때 좌승지(左承旨)로서 임진왜란이 일어나자 창의(倡義)하여 여러 곳에서 왜군(倭軍)을 맞아 싸워서 혁혁한 전공(戰功)을 세운 후 금산(錦山) 전투에서 순절(殉節)하였다.
- 진종립(晋宗立) : 조선 인조(仁祖) 때 무과(武科)에 급제하여 병자호란(丙子胡亂)때 전라도 병마절도사(全羅道兵馬節度使) 김준용(金俊龍)의 휘하에서 수원 광교(水原廣橋) 전투에 참전하여 적장(敵將)을 사살하고 통정대부(通政大夫)에 올랐다.
- 진창복(晋昌復) : 조선 철종(哲宗) 11년(1860년) 정시(庭試) 을과(乙科)로 문과에 급제하여 박사(博士)를 지냈다.
- 진직현(晋直鉉, 1901년 ~ ?) : 경성제국대학교 출신으로 대한민국 제헌 국회의원(國會議員)을 지냈다.

## 과거 급제자
남원 진씨는 고려시대 문과 급제자 3명, 조선시대 문과 급제자 1명, 무과 급제자 1명, 사마시 3명을 배출하였다.
고려 문과
진긍(晉兢) 진광인(晉光仁) 진영무(晉英茂)
문과
진명복(晉命復)
무과
진영찬(晉英纘)
생원시
진자강(晉自康) 진형승(晉亨升)
진사시
진창욱(晉昌旭)

## 인구
- 1985년 7,868명
- 2000년 5,084명
- 2015년 7,128명

## 문화재
- 방동서당(芳洞書堂) : 1800년에 진순응(晉順應)이 전북특별자치도 남원시 대강면 방동리 방골마을에 사숙(私塾)의 형태로 서당을 처음 열었다. 진정표(晉廷表)와 진우복 등이 차례로 방동서당의 훈장을 지냈다. 1860년(철종 11) 진명복(晉命復)이 문과 을과에 급제하였다. 뒤에 진순응의 후손들이 장학답을 마련하여 훈장에게 보수를 지급하였다.[2]